# 대한민국 민법 제338조
대한민국 민법 제338조는 경매, 간이변제충당에 대한 민법 조문이다.

## 조문
제336조(경매, 간이변제충당) 질권자는 채권의 변제를 받기 위하여 질물을 경매할 수 있다.